# تسیرکویتسه (ناحیه کوتنا هورا)
تسیرکویتسه (به چکی: Církvice) یک منطقهٔ مسکونی در جمهوری چک است که در ناحیه کوتنا هورا واقع شده‌است. تسیرکویتسه ۱۰٫۰۹ کیلومتر مربع مساحت دارد ۲۱۴ متر بالاتر از سطح دریا واقع شده‌است.